# 12 Strong
12 Strong (även känd som 12 Strong: The Declassified True Story of the Horse Soldiers) är ett amerikanskt krigsdrama från 2018 regisserad av Nicolai Fuglsig och skriven av Ted Tally och Peter Craig. Filmen är baserad på Doug Stantons facklitterära bok "Hästsoldater", som berättar historien om CIA-paramilitära officerare och amerikanska specialstyrkor, som skickades till Afghanistan strax efter 11 september-attackerna 2001. Filmens stjärnor Chris Hemsworth, Michael Shannon, Michael Peña, Navid Negahban, Trevante Rhodes, Geoff Stults, Thad Luckinbill, William Fichtner och Rob Riggle.
Inspelningen började i januari 2017 i New Mexico. Filmen släpptes i USA den 19 januari 2018 av Warner Bros Pictures, i standard och IMAX-biografer. Den mottog blandade recensioner från kritiker, som lovordade  handlingen men kritiserade genomförandet.